# Alec B. Francis

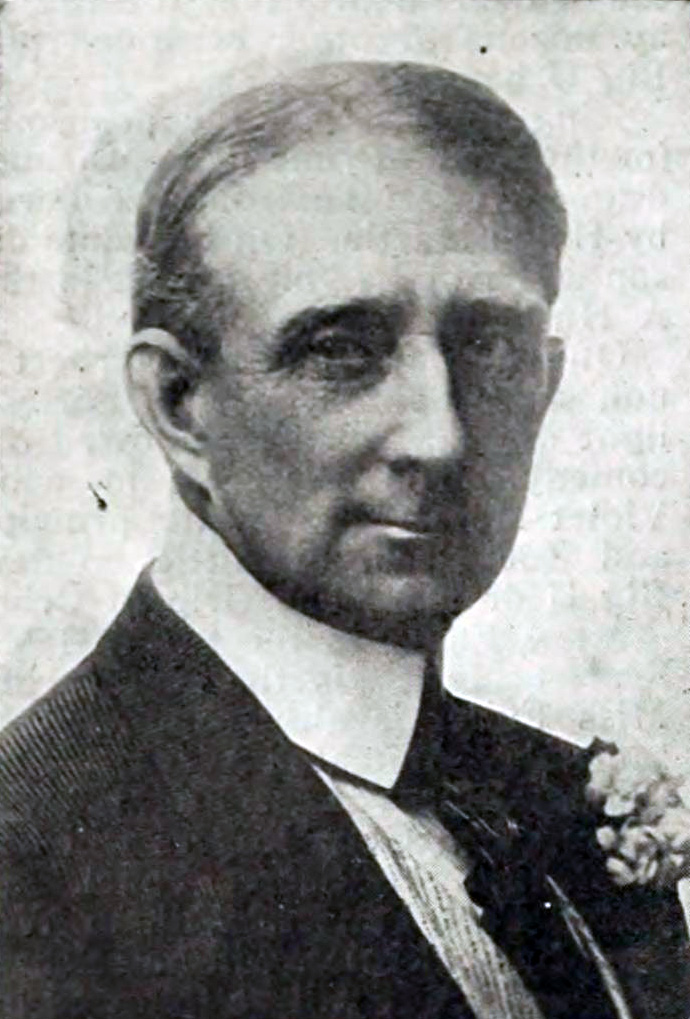
Alec B. Francis (1916)

Alec Budd Francis (* 2. Dezember 1867 in London, England; † 6. Juli 1934 in Hollywood, Kalifornien, USA) war ein britischer Schauspieler und Stummfilmregisseur.

## Leben und Karriere
Der gebürtige Londoner Alec B. Francis hatte ein bewegtes Berufsleben: Er begann seine Karriere als Anwalt, ehe er in den 1890er-Jahren zur Theaterschauspielerei kam. Zeitweise verließ er aber auch diesen Beruf und war für die britische Armee in Indien stationiert, auch war er als Sanitäter im Spanisch-Amerikanischen Krieg tätig. Zeitweise bewirtschaftete er eine Farm in Iowa und versuchte sich dort als Landwirt, ehe er sich wieder dem Theater zuwandte. 1911 kam Francis, inzwischen endgültig in den Vereinigten niedergelassen, zu der New Yorker Vitagraph, wo er seine ersten Filmauftritte machte. Bei den Kurzfilmen The Sheriff's Friend (1911) und A Living Memory (1912) versuchte er sich zweimal als Regisseur, blieb dann aber ganz bei der Filmschauspielerei.
Von 1911 bis in sein Todesjahr stand er für über 240 Kinofilme vor der Kamera. Der schmächtige, bereits früh ergraute Darsteller war in der Regel eine lebensweise und freundliche Präsenz in Nebenrollen, oft standen seine Figuren den deutlich jüngeren Hauptdarstellern helfend und mahnend zur Seite. Eine Ausnahme war seine Darstellung des Sheriffs von Nottingham in der ersten Robin Hood-Verfilmung von 1912. Zu den Filmstars, mit denen er drehte, gehörten unter anderem Gloria Swanson und Rudolph Valentino bei Beyond the Rocks (1922), John Barrymore und Mary Astor bei Die Liebesaffären des Beau Brummel (1924), Harry Langdon und Joan Crawford bei Tramp, Tramp, Tramp (1926) sowie George O’Brien bei John Fords wegweisendem Stummfilmwestern Drei rauhe Gesellen (1926).
Der Übergang in den Tonfilm Ende der 1920er-Jahre gelang dem Charakterdarsteller problemlos und er erhielt weiterhin substanzielle Nebenrollen. Zwei seiner bekanntesten späten Rollen hatte er 1933 als Herz-König in der starbesetzten Verfilmung von Alice im Wunderland und als Mr. Brownlow in der Charles-Dickens-Adaption Oliver Twist.
Mit seiner Ehefrau Lucy Francis Bowers (1862–1953) war Francis bis zu seinem Tod verheiratet. Er starb im Juli 1934 im Alter von 66 Jahren nach einer Operation.

## Filmografie (Auswahl)
- 1911: Troublesome Secretaries

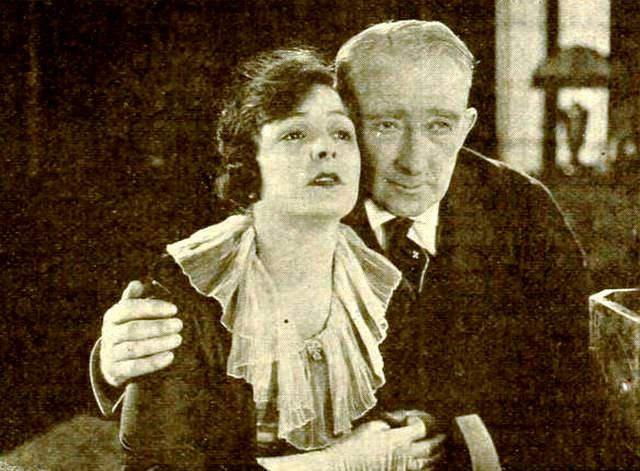
Alec B. Francis mit Norma Talmadge in The Probation Wife (1919)

- 1911: The Sheriff's Friend (auch Regisseur)
- 1912: A Living Memory (auch Regisseur)
- 1912: Robin Hood
- 1912: Saved from the Titanic
- 1914: The Wishing Ring: An Idyll of Old England
- 1915: Alias Jimmy Valentine
- 1922: Du sollst nicht begehren deines Nächsten Weib (Beyond the Rocks)
- 1922: Smilin' Through
- 1923: Ein Mädchen und drei alte Narren (Three Wise Fools)
- 1923: Im Schoße der Erde, oder Die Katastrophe auf der Zeche Osten (Little Church Around the Corner)
- 1923: Frauen in Flammen (Lucretia Lombard)
- 1924: Die Liebesaffären des Beau Brummel (Beau Brummel)
- 1925: The Circle
- 1925: Charleys Tante (Charley’s Aunt)
- 1926: Tramp, Tramp, Tramp
- 1926: Drei rauhe Gesellen (3 Bad Men)
- 1926: Die Kameliendame (Camille)
- 1926: Die Sensation von London (High Steppers)
- 1929: The Bishop Murder Case
- 1929: Evangeline
- 1930: Sergeant Grischa (The Case of Sergeant Grischa)
- 1930: Der Traumtänzer (Feet First)
- 1931: Arrowsmith
- 1931: Mata Hari
- 1931: Stout Hearts and Willing Hands (Kurzfilm)
- 1932: The Last Mile
- 1933: Seine persönliche Sekretärin (His Private Secretary)
- 1933: Ein Mann geht seinen Weg (Looking Forward)
- 1933: Alice im Wunderland (Alice in Wonderland)
- 1933: Oliver Twist
- 1934: Ein Unbekannter mordet (The Mystery of Mr. X)
- 1934: Harold Lloyd, der Strohmann (The Cat's Paw)
- 1934: Outcast Lady